# Andrea Tarozzi
Andrea Tarozzi (Sasso Marconi, 17 ottobre 1973) è un allenatore di calcio ed ex calciatore italiano, di ruolo difensore, tecnico in seconda della Fiorentina.

## Caratteristiche Tecniche
Terzino destro oppure mediano, non eccelleva per tecnica individuale dimostrando ottime doti da marcatore con una buona aggressività e un buon tempismo negli interventi, apprezzato per l'impegno che metteva in campo.

## Vita Privata
Si è laureato in medicina, contemporaneamente alla carriera calcistica, attualmente insegna farmacologia presso l'Università degli Studi di Bologna

## Carriera

### Giocatore
Cresciuto calcisticamente nelle giovanili del Bologna, esordisce in prima squadra nella stagione 1992-1993, chiusa dai felsinei con la retrocessione in Serie C1. Disputa coi rossoblù due stagioni in terza serie ed è poi protagonista della doppia promozione dalla C1 alla Serie A dal 1994 al 1996. Disputa col Bologna un campionato di massima serie (stagione 1996-1997, chiuso con un buon settimo posto), quindi viene acquistato per 6,2 miliardi di lire dalla Fiorentina.
In viola Tarozzi disputa 5 stagioni, senza riuscire ad imporsi da titolare se non nella prima (28 presenze nella stagione 1997-1998, 55 complessive nelle 4 successive). Nell'estate 2002, dopo la retrocessione in B e il fallimento della Fiorentina, torna in Serie B indossando la maglia della Ternana. Rimane fra i cadetti anche nell'annata 2003-2004, col Como che chiude il campionato all'ultimo posto, quindi prosegue la carriera in Serie C1.
Dopo due anni nel Padova nel 2006 passa al Sassuolo e nel 2007-2008 conquista la promozione in Serie B con la squadra emiliana.
In carriera ha totalizzato complessivamente 109 presenze in Serie A, con all'attivo una rete in occasione del successo interno della Fiorentina sul Lecce il 30 aprile 2000, e 109 presenze ed una rete in Serie B.

### Allenatore e dirigente
A fine stagione si ritira dall'attività agonistica per intraprendere il compito di team manager della formazione nero-verde che svolgerà dal 2008 al 2011. Nella stagione 2011-2012 diventa allenatore in seconda di Fulvio Pea, sempre nel Sassuolo. Al termine della stagione si trasferisce con Pea al Padova. Il 17 dicembre 2012 assieme all'allenatore Fulvio Pea viene sollevato dall'incarico. Il 21 marzo 2013, in seguito all'esonero di Franco Colomba e del suo vice Giovanni Mei, viene richiamato sulla panchina del Padova assieme a Fulvio Pea.
Il 24 novembre 2013 segue Pea anche alla Juve Stabia, dopo l'esonero di Piero Braglia e del suo vice Mauro Isetto. Il 22 febbraio 2014 viene sollevato dall'incarico insieme a Pea dopo il pareggio per 1-1 in casa contro il Cittadella.
Nella stagione successiva Roberto D'Aversa lo sceglie per ricoprire sempre il medesimo ruolo alla Virtus Lanciano. Il 3 dicembre 2016 segue D'Aversa al Parma, ancora in qualità di vice. Ricopre l'incarico fino al 23 agosto 2020 e poi, nuovamente, dal 7 gennaio al 24 maggio 2021. Ricopre poi il ruolo di allenatore in seconda della Sampdoria dal 4 luglio 2021 al 17 gennaio 2022 e poi del Lecce dal 27 giugno 2023 all'11 marzo 2024, sempre affiancando D'Aversa.
Il 23 dicembre 2024 con il ruolo di allenatore in seconda del Monza viene affiancato a Salvatore Bocchetti, in seguito all'esonero di Alessandro Nesta.

## Palmarès

### Giocatore

#### Competizioni nazionali
- Campionato italiano Serie C1: 2

Bologna: 1994-1995
Sassuolo: 2007-2008
- Campionato italiano di Serie B: 1

Bologna: 1995-1996
- Coppa Italia: 1

Fiorentina: 2000-2001
- Supercoppa di Lega di Serie C1: 1

Sassuolo: 2008